# 訃報 1985年7月
訃報 1985年7月（ふほう 1985ねん7がつ）では、1985年（昭和60年）7月中に物故した、又は物故が報じられた人物についてまとめる。

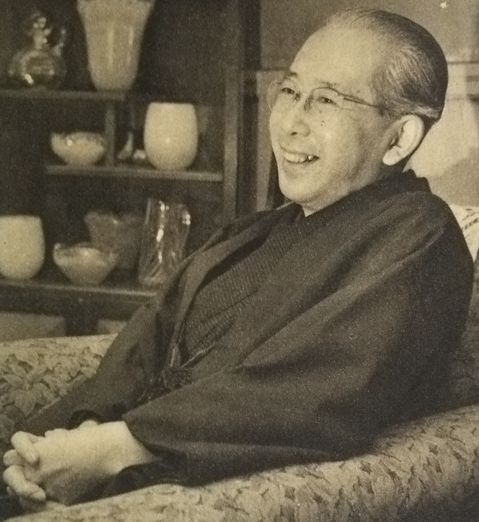
黒沼健 / 7月5日没

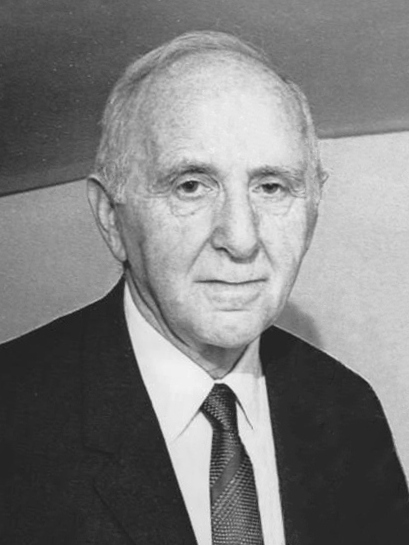
サイモン・クズネッツ / 7月8日没

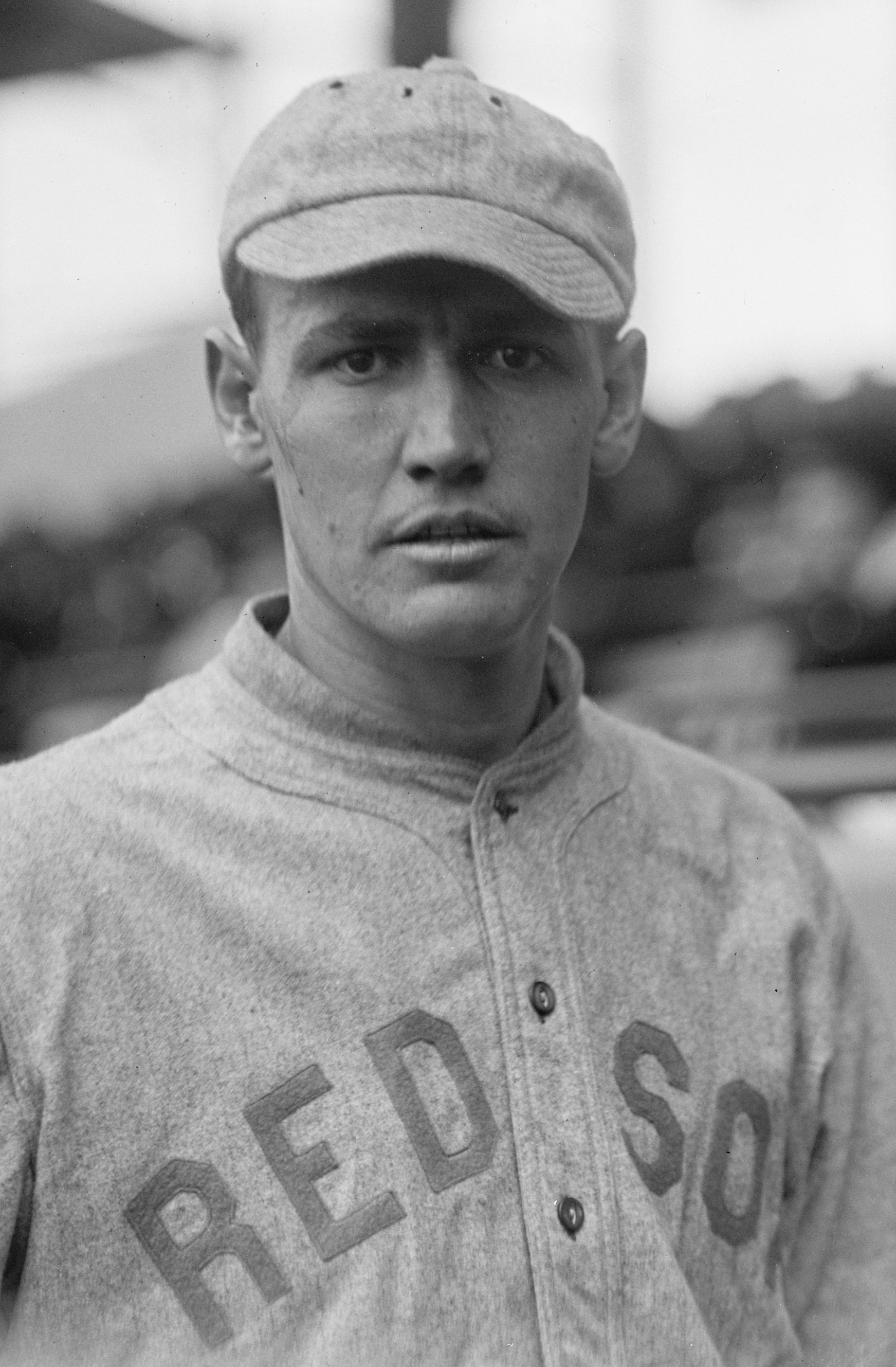
スモーキー・ジョー・ウッド / 7月27日没

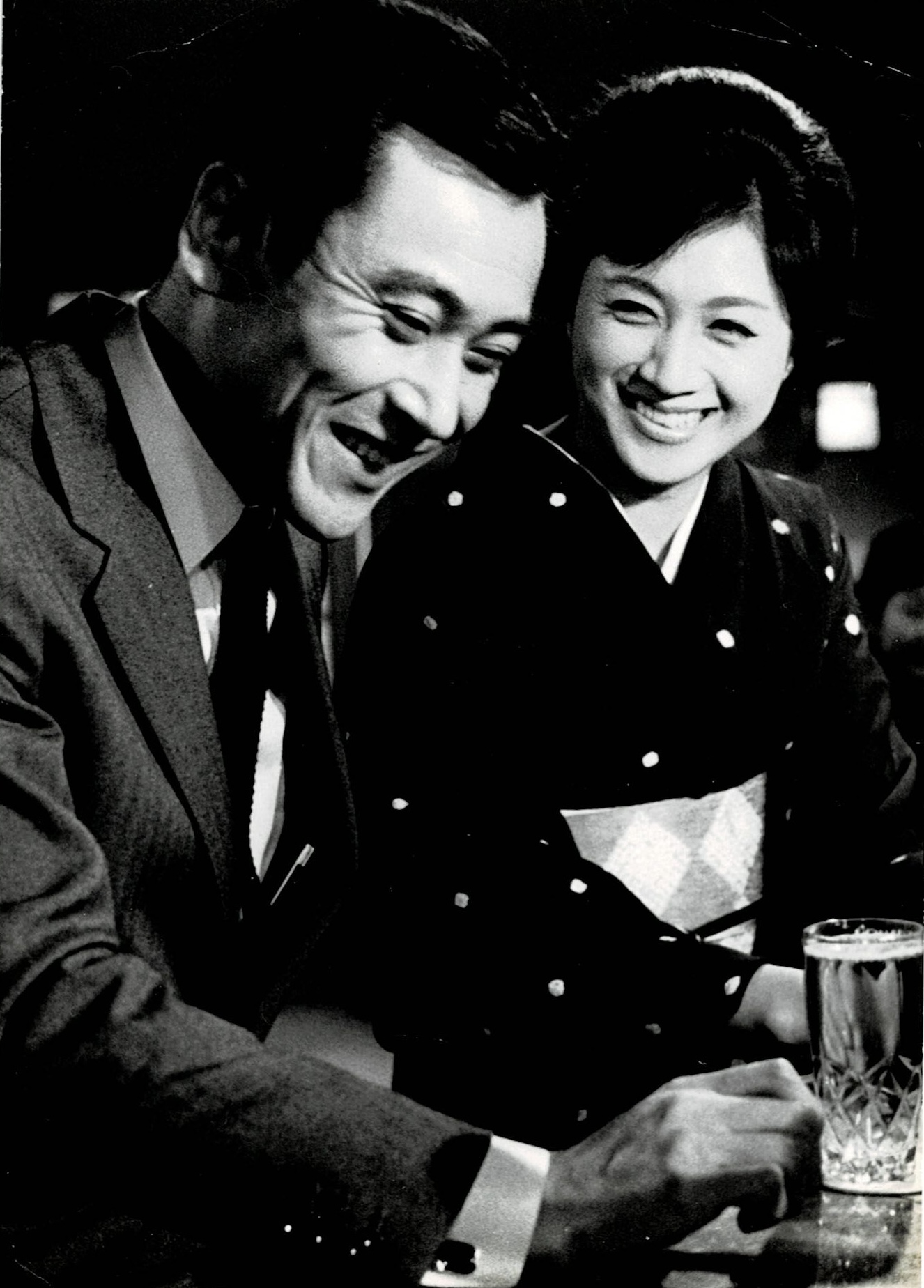
天知茂（左） / 7月27日没

## （1日 - 15日）
- 7月5日 - 黒沼健[1]、推理作家（* 1902年）
- 7月8日 - サイモン・クズネッツ、経済学者（* 1901年）
- 7月10日 - 高瀬山清、元力士（*1930年）

## （16日 - 31日）
- 7月16日 - 岩切章太郎、実業家（* 1893年）
- 7月18日 - 武知杜代子、女優（* 1908年）
- 7月20日 - 島田洋之介、漫才師（* 1915年）
- 7月24日 - たこ八郎、プロボクサー、コメディアン（* 1940年）
- 7月25日 - 我妻洋、心理学者・文化人類学者（* 1927年）
- 7月27日 - スモーキー・ジョー・ウッド、メジャーリーガー（* 1889年）
- 7月27日 - 天知茂、俳優（* 1931年）